# Chlorotettix berryi
Chlorotettix berryi är en insektsart som beskrevs av Delong 1945. Chlorotettix berryi ingår i släktet Chlorotettix och familjen dvärgstritar. Inga underarter finns listade i Catalogue of Life.